# 虎头要塞之图纸
《虎头要塞之图纸》是中华人民共和国于2010年上映的一部满洲国背景的电影。主要讲述满洲国官二代冯海从最开始对自己身份的得意洋洋，到最后认知满洲国不过是日本的一个傀儡的故事。该电影是虎头要塞系列的第一部电影。

## 情节
溥仪在日本关东军的协助下建立满洲国后，表面上是一国之君，但其实受日本人控制，日本关东军对满洲国境内的任何事物拥有最终决定权。可是许多八旗子弟认为自己是伪满洲国这片土地上的主人，日本军队不过是溥仪请来看大门的，冯海就是其中之一。
日本关东军想要在虎头建立要塞。冯海意识到此事有关满洲国尊严，于是通过父亲的地位大肆活动，终于由关东军司令官特批加入勘察队，成了唯一一个参与关东军绝密要塞计划的中国人。然而，日本关东军司令官根本就没有想让冯海活着回去。冯海在随着日本勘察队勘察途中，亲眼目睹了日军的种种暴行，而自己身为八旗子弟却无法在自己的土地上阻止日本人行凶。
反抗日本人的种子正在发芽，冯海结识了一个地下党，并且和他的女儿融入爱恋。冯海向父亲写信说自己的所见所闻，企图动用父亲的关系让溥仪下令阻止关东军修建要塞，父亲最终被关东军暗杀。关东军此时也察觉到了地下党的存在，把冯海的恋人送入了监狱，百般折磨致死。冯海终于意识到了自己的处境和地位，于是在恋人的坟前修好虎头要塞的图纸之后，用弓箭射了出去。地下党拿到了图纸，冯海也被日本人枪杀身亡。虽然冯海射出去的只是一份简单的示意图，但是这份图纸在苏联的远东战役中发挥了重要作用。